# Hälsinglandske farme
Hälsinglandske farme (švedski: Hälsingegård) su farme ili bivše farme u povijesnoj istočnoj švedskoj pokrajini Hälsingland iz vremena kulturnog i povijesnog vrhunca tradicionalne gradnje od drveta koja potječe još od srednjeg vijeka (od 12. st.). One odražavaju prosperitet samostalnih poljoprivrednika u 19. stoljeću koji su se obogatili iskorištavanjem plodnog područja šumovitih tajgi. Oni su koristili svoje novostječeno bogatstvo za izgradnju raskošnih novih domova s bogato ukrašenim pomoćnim kućama (Herrstuga) ili spojenih apartmana (od 4 do 10) predviđenim samo za svečanosti. 
Njihovi zidovi su urešeni slikama na lanu ili drvu pričvršćenom na zidu, ili izravno naslikane na drvene zidove i stropove, a poznate su kao Dalekarlijanske slike (jer je većina umjetnika dolazila iz Dalarne). Motivi su im često bili biblijski, ali s ljudima prikazanima u modi iz vremena oslikavanja. Ponekad su kombinirali olovkom ocrtane slike sa skupim uvoznim tapetama. Ove slikarije na zidovima predstavljaju spoj narodne umjetnosti sa stilovima koje su tada voljeli vlastelini, uključujući baroka i rokoko, tzv. stil gustavien. Oslikali su ih tada poznati, ali i nepoznati putujući umjetnici. Tako njihovi ukrasi predstavljaju konačni procvat duge kulturne tradicije oslikavanja drvenih kuća. 
Zbog toga je sedam velikih farmi u Hälsinglandu (jedna je danas u pokrajini Dalarna iako je u vrijeme izgradnje u 17. st. također bila u pokrajini Hälsingland) upisano na UNESCO-ov popis mjesta svjetske baštine u Europi 1. srpnja 2012. godine:
1. Kristofers farma, Stene, Järvsö;
2. Gästgivars farma, Vallstabyn;
3. Pallars farma, Långhed;
4. Jon-Lars farma, Långhed;
5. Bortom åa farma, Gammelgården
6. Bommars farma, Letsbo, Ljusdal (na slici desno) i
7. Erik-Anders farma, selo Askesta, Söderala.

- Gästgivars farma
- Erik-Anders farma
- Izvorni kamin farme Erik-Anders
- Oslikana Erik-Anders trpezarija u imitaciji mramora

### Ostali projekti
|  | Zajednički poslužitelj ima još gradiva o temi Urešene farme Hälsinglanda |